# Länsväg F 761
Länsväg 761 sträcka är mellan Gamla Hjälmseryd - Sävsjö. Vägen passerar igenom orten Stockaryd och är sedan 1 november 2014 mötesfri landsväg då den sista delsträckan Gamla Hjälmseryd - Stockaryd invigdes efter ombyggnaden till en ny mötesfri väg.